# ساندي ماكليستر
ساندي ماكليستر (بالإنجليزية: Sandy McAllister)‏ هو لاعب كرة قدم بريطاني (وحمل سابقاً جنسية المملكة المتحدة لبريطانيا العظمى وأيرلندا) في مركز الدفاع، ولد في 1878، وتوفي في 1914. لعب مع نادي سندرلاند.